# Nádasdladány
Nádasdladány là một thị trấn thuộc hạt Fejér, Hungary. Thị trấn này có diện tích 26,35 km², dân số năm 2010 là 1824 người, mật độ 69 người/km².